# Chiesa di San Martino (Castagno d'Andrea)
La chiesa di San Martino  si trova  a Castagno d'Andrea nel comune di San Godenzo.
La primitiva chiesa sorgeva in località San Martino nei pressi dell'antico cimitero. Nel 1840 fu spostata ed edificata nel luogo su cui attualmente sorge. Completamente distrutta durante la seconda guerra mondiale, fu riedificata seguendo fedelmente il precedente progetto ottocentesco.
L'edificio presenta la facciata a capanna preceduta da un loggiato a tre fornici. L'interno è ad un'unica navata con due altari laterali. Nell'abside è un affresco raffigurante Gesù Crocifisso, la Madonna e San Giovanni eseguito fra il 1957 e il 1968 da Pietro Annigoni con l'aiuto dell'allievo Mario da Corgeno. Accanto all'ingresso, sulla sinistra, si segnala inoltre il fonte battesimale realizzato in pietra.